# Валентин-Жентил
Валентин-Жентил (порт. Valentim Gentil) — муниципалитет в Бразилии, входит в штат Сан-Паулу. Составная часть мезорегиона Сан-Жозе-ду-Риу-Прету. Входит в экономико-статистический микрорегион Вотупоранга. Население составляет 10 618 человек на 2006 год. Занимает площадь 149,208 км². Плотность населения — 71,0 чел./км².

## История
Город основан 3 мая 1943 года.

## Статистика
- Валовой внутренний продукт на 2003 составляет 90.719.681,00 реалов (данные: Бразильский институт географии и статистики).
- Валовой внутренний продукт на душу населения на 2003 составляет 9.367,03 реалов (данные: Бразильский институт географии и статистики).
- Индекс развития человеческого потенциала на 2000 составляет 0,785 (данные: Программа развития ООН).

## География
Климат местности: субтропический. В соответствии с классификацией Кёппена, климат относится к категории Cfa.